# Eddie Hoh
Edward Hoh, detto Eddie (Forest Park, 16 ottobre 1944 – Westmont, 7 novembre 2015), è stato un batterista statunitense membro dei Flying Burrito Brothers e turnista per numerosi artisti degli anni ‘60.